# プロンスク公
プロンスク公（ロシア語: Пронский князь）はムーロム公国の分領公国だったプロンスク公国の君主の称号である（「公」はクニャージからの訳出による）。公・公国の名は、その中心都市だったプロンスクによる。

## プロンスク公の一覧
- ロスチスラフ・ヤロスラヴィチ （在位：1129年 - 1143年）
- ダヴィド・スヴャトスラヴィチ （在位：1143年 - 1146年）
- ウラジーミル・グレボヴィチ （在位：1180年 - 1186年以前）
- フセヴォロド・グレボヴィチ （在位：1186年以前 - 1186年）
- フセヴォロド・グレボヴィチ （在位：1188年 - 1207年）：再任
- ミハイル・フセヴォロドヴィチ （在位：1207年 - 1217年）：公位になかった時期も含む
- イジャスラフ・ウラジミロヴィチ（在位：1207年）
- オレグ・ウラジミロヴィチ（在位：1207年 - 1217年以前）
- ヤロスラフ・ロマノヴィチ （在位：1270年 - 1294年）
- コンスタンチン・ロマノヴィチ （在位：1294年 - 1299年）
- イヴァン・ヤロスラヴィチ （在位：1299年 - 1308年）
- ミハイル・ヤロスラヴィチ(ru) （在位：1327年以降 - 1340年以前）
- アレクサンドル・ミハイロヴィチ （在位：? - 1340年）
- ヤロスラフ・アレクサンドロヴィチ(ru) （在位：1340年 - 1342年）
- ヴァシリー・アレクサンドロヴィチ （在位：1342年 - 1344年）[1]
- イヴァン・アレクサンドロヴィチ （在位：1344年 - 1351年）[1]
- ウラジーミル・ドミトリエヴィチ(ru) （在位：1343年 - 1372年）
- ダニラ （在位：1372年 - 1378年以降）
- イヴァン・ウラジミロヴィチ(ru) （在位：1378年以降 - 1430年）
- フョードル・イヴァノヴィチ （在位：? - ?）
- ユーリー・フョードロヴィチ （在位：? - ?）
- ドミトリー・アンドレエヴィチ （在位：? - ?）